# Giuseppe Arcimboldo
Giuseppe Arcimboldo, o Arcimboldi (Milano, 5 aprile 1527 – Milano, 11 luglio 1593), è stato un pittore italiano del periodo manierista, noto soprattutto per le "teste composte", ritratti burleschi eseguiti combinando tra loro, in una sorta di trompe-l'œil, oggetti o elementi dello stesso genere (prodotti ortofrutticoli, pesci, uccelli, libri, ecc.) collegati metaforicamente al soggetto rappresentato, in modo da 
sublimare il ritratto stesso.

## Biografia

L'imperatore Rodolfo II in veste di Vertumno (1591), castello di Skokloster, Håbo, Svezia

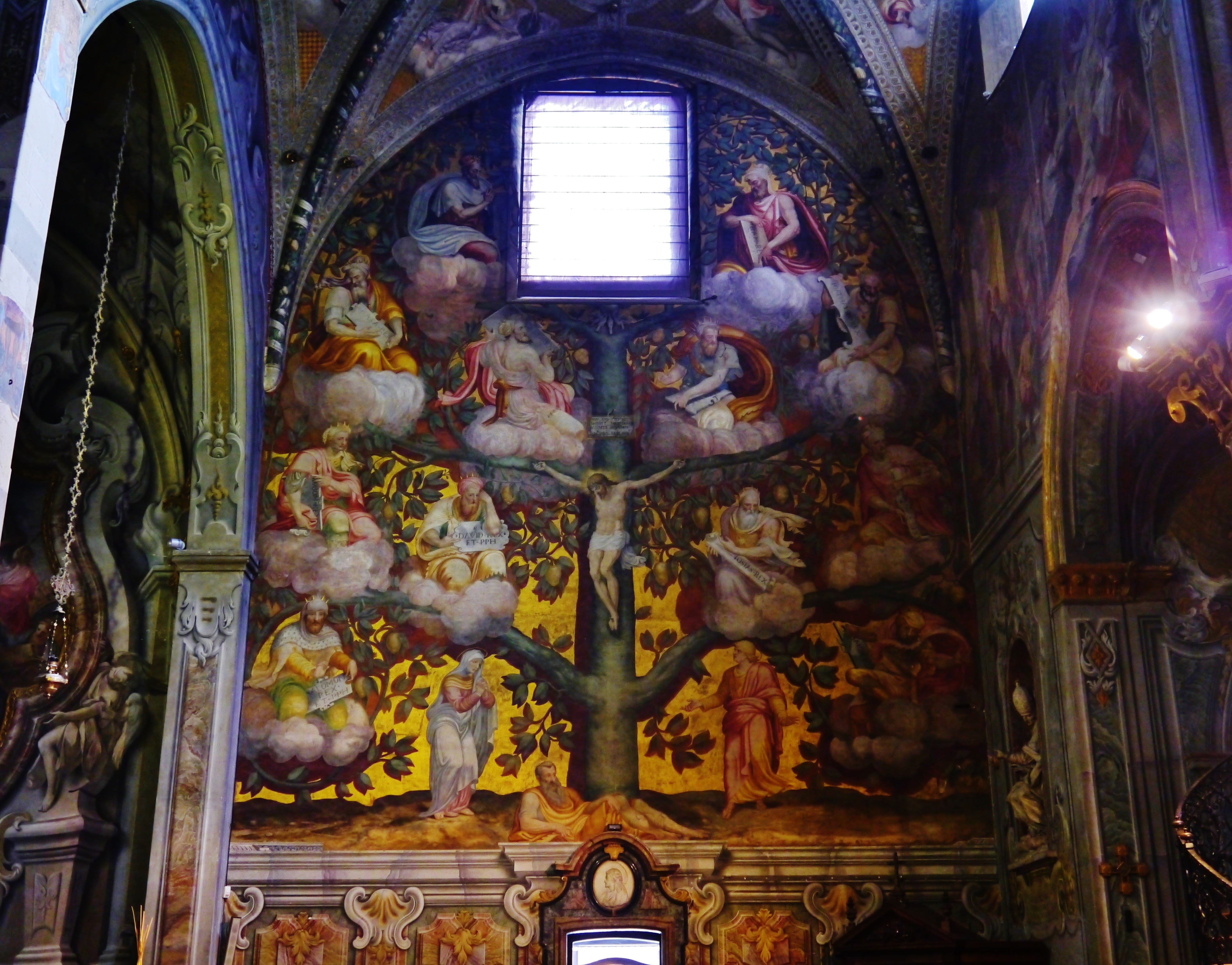
Giuseppe Arcimboldo e Giuseppe Meda, L'albero di Jesse, Duomo di Monza

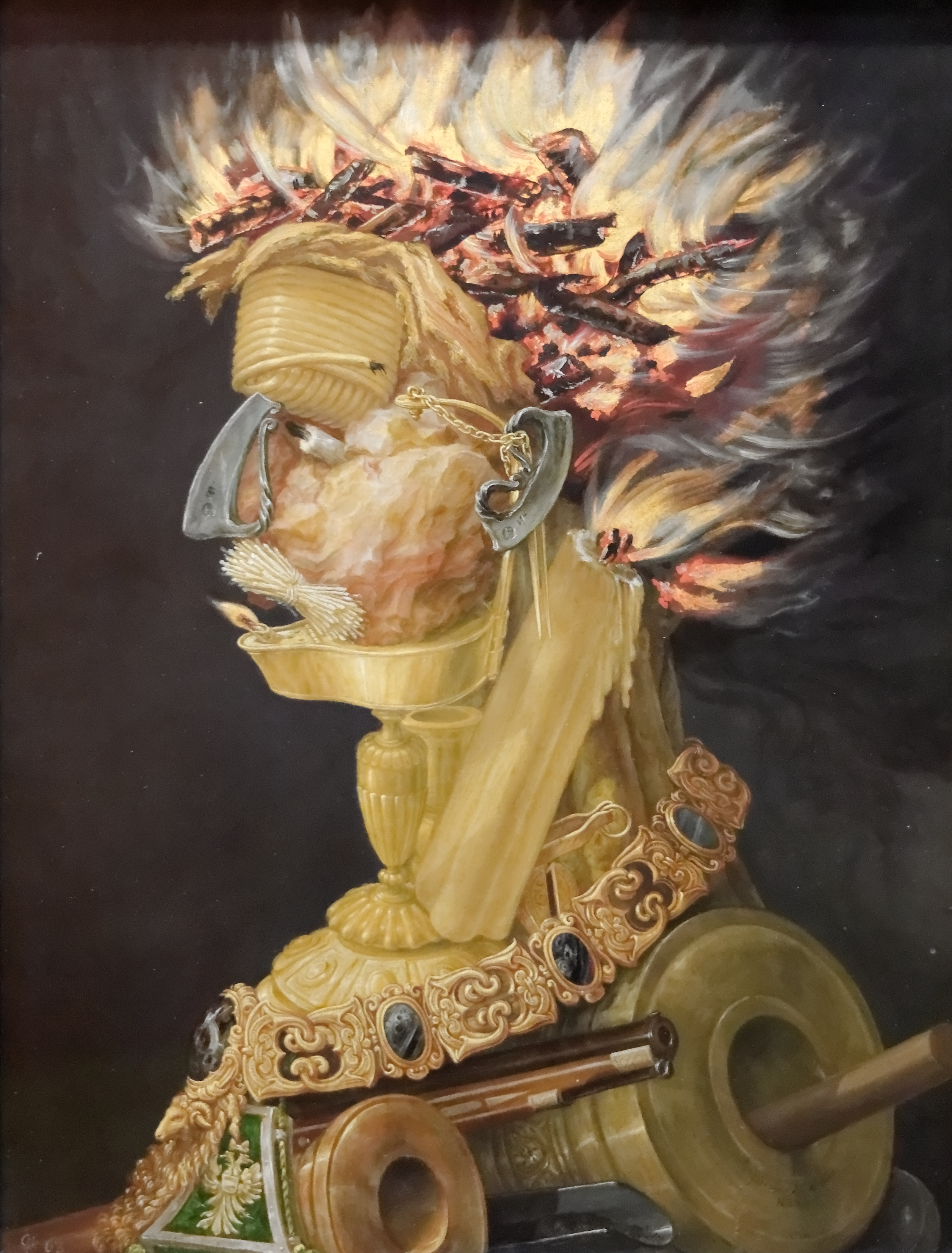
Il fuoco (1566), Kunsthistorisches Museum di Vienna

Giuseppe Arcimboldo nacque a Milano il 5 aprile 1527, figlio di Biagio Arcimboldo de Candia, pittore accreditato presso la Veneranda Fabbrica del Duomo di Milano e discendente da un ramo cadetto di un'aristocratica famiglia milanese, conti feudatari di Arcisate, gli Arcimboldi. Presso la bottega paterna Giuseppe iniziò la sua attività artistica verso il 1549, anno in cui lo sappiamo impegnato nel disegno di cartoni che dovevano servire per la costruzione delle Vetrate del Duomo di Milano. Tale impegno continuò negli anni successivi: gli vengono infatti attribuiti con sufficiente certezza i cartoni preparatori delle storie di Santa Caterina di Alessandria, realizzate nel 1556 da un mastro vetraio tedesco, Corrado Mochis di Colonia.
Nel 1556 lavorò nel duomo di Monza, con un monumentale affresco nel transetto, rappresentante l'Albero di Iesse, realizzato in collaborazione con Giuseppe Meda. Nel 1558 fu impegnato nell'esecuzione di un cartone per un arazzo nella cattedrale di Como, e nella realizzazione del Gonfalone di Milano, eseguito a ricamo e tempera. Poche notizie tuttavia, si conoscono sulla restante attività artistica di Arcimboldo nel primo periodo milanese. Si deve tuttavia pensare che essa sia stata piuttosto intensa e neppure limitata al solo campo della pittura, visto che lo storico Paolo Morigia, amico di Giuseppe, parla di lui come di «... pittore raro, e in molte altre virtù studioso, e eccellente; e dopo l'aver dato saggio di lui, e del suo valore, così nella pittura come in diverse bizzarrie, non solo nella patria, ma ancor fuori, acquistasse gran lode...».
La formazione milanese dell'Arcimboldo lo vide dunque interessarsi a "diverse bizzarrie", e sicuramente tra queste avranno avuto un posto di rilievo le caricature fisiognomiche rese celebri – come testimonia Giovanni Paolo Lomazzo – dal soggiorno milanese di Leonardo. Il passo del Morigia, prima citato, continua narrando quello che fu l'episodio decisivo della vita e della carriera di Arcimboldo: la sua partenza, nel 1562, alla volta di Vienna, invitato a corte dal principe (e futuro imperatore) Massimiliano II d'Asburgo. Nella capitale austriaca Giuseppe «... fu molto benvoluto e accarezzato da Massimiliano, et raccolto con grande umanità, et con honorato stipendio...». Nonostante la fama internazionale presto raggiunta, il catalogo delle opere di Arcimboldo a noi pervenuto è piuttosto scarno; esso si incentra in larga misura sulle famose "Teste Composte", fisionomie grottesche ottenute attraverso bizzarre combinazioni di una straordinaria varietà di forme viventi o di cose.
Le sue opere più celebri sono in effetti le otto tavole di contenute dimensioni raffiguranti, in forma di ritratto allegorico, le quattro stagioni (Primavera, Estate, Autunno e Inverno) e i quattro elementi della cosmologia aristotelica (Aria, Fuoco, Terra, Acqua). Le otto allegorie – in ognuna delle quali si ammira la cura lenticolare dei particolari di evidente ascendenza nordica e la varietà cromatica della sua brillante tavolozza – furono pensate per fronteggiarsi a coppie sulle pareti della residenza imperiale, ogni stagione rivolta ad un elemento, secondo quelle corrispondenze tra microcosmo e macrocosmo care alla filosofia di Aristotele. Ad esempio Rodolfo II d'Asburgo è rappresentato nelle vesti del dio romano Vertumno, dio delle mutazioni stagionali. Il quadro simboleggia il ruolo dell'imperatore come sintesi del creato ed emblema dell'uomo microcosmo.
Copie e varianti delle ammiratissime Quattro Stagioni vennero donate a nobili e regnanti europei come parte della diplomazia di Massimiliano II: una copia della Primavera appartenne ai regnanti di Spagna. Arcimboldo non fu solo pittore di corte: alla sua cultura umanistica ed alla sua creatività l'imperatore si affidò anche per l'organizzazione delle mascherate, dei giochi e cortei fantastici che allietavano la vita cortigiana. Memorabili furono, sotto questo profilo, le nozze dell'arciduca Carlo II d'Austria con Maria Anna di Wittelsbach, nelle quali Arcimboldo ebbe un ruolo di grande inventore e regista dei fasti nuziali. Sono 148 i disegni (raccolti nel cosiddetto Carnet di Rodolfo II conservato presso il Gabinetto Disegni e Stampe della Galleria degli Uffizi a Firenze) che testimoniano il solido impegno di Giuseppe come coreografo degli eventi ludici alla corte viennese. Essi rappresentano costumi fantastici per le dame ed i cavalieri, slitte con cigni o con sirene, le sfilate in corteo, bizzarre acconciature femminili ed altro ancora.
Alla morte di Massimiliano, Arcimboldo passò al servizio del successore Rodolfo II e incontrò subito la stima del nuovo imperatore, stanti i suoi noti interessi per gli studi alchemici e per tutto ciò che appariva esoterico e "maraviglioso" nel campo dell'arte, delle scienze e delle cose naturali. Giuseppe risiedette a Praga, quando Rodolfo vi stabilì la capitale dell'impero e nella "città magica" agì anche come consigliere per le molteplici acquisizioni che andarono via via ad arricchire la strepitosa Kunst und Wunderkammer di Rodolfo. Per i lunghi anni di servizio prestati alla corte imperiale, oltre alla fama artistica ed al benessere economico, Arcimboldo beneficiò di speciali onorificenze fino ad essere nominato da Rodolfo Conte Palatino. Con la promessa di rimanere al servizio dell'imperatore, Giuseppe ottenne il permesso di tornare, nel 1587, nella sua Milano.
Gli anni del secondo periodo milanese furono ancora ricchi di impegno e di successi: a tale periodo risalgono i dipinti della Ninfa Flora e di Rodolfo II in veste di Vertunno, celebrate anch'esse – come le precedenti Teste Composte - da poeti e scrittori di corte. Giuseppe Arcimboldo morì a Milano l'11 luglio 1593. La causa della morte, riportata nella documentazione conservata presso l'Archivio di Stato di Milano è da attribuire a complicanze derivanti da ritenzione urinaria acuta e calcolosi renale. Con ogni probabilità fu tumulato nella cripta di famiglia del duomo. Molti pittori tentarono di imitare le sue invenzioni fantastiche creando non pochi problemi nell'esatta identificazione del suo catalogo.

## La produzione artistica
Qualche decennio dopo la morte di Giuseppe Arcimboldo, anche la sua fama iniziò a declinare. La riscoperta della sua produzione artistica da parte della critica dovette attendere, nel XX secolo, l'impulso della pittura surrealista con la inquietudine esistenziale che essa seppe mettere in scena.
Arcimboldo fu interprete della cultura magico-cabalistica del XVI secolo e fu, per molti versi, esponente di quel manierismo nel quale andò progressivamente ad infiacchirsi la pittura rinascimentale.

Piuttosto evidente – come si è detto – è il suo debito verso le deformazioni fisionomiche di Leonardo, ma ancor più palese è il suo debito verso la straordinaria diffusione di enigmatiche decorazioni a grottesche e verso altre e più esplicite elucubrazioni alchemico-pittoriche del tempo.

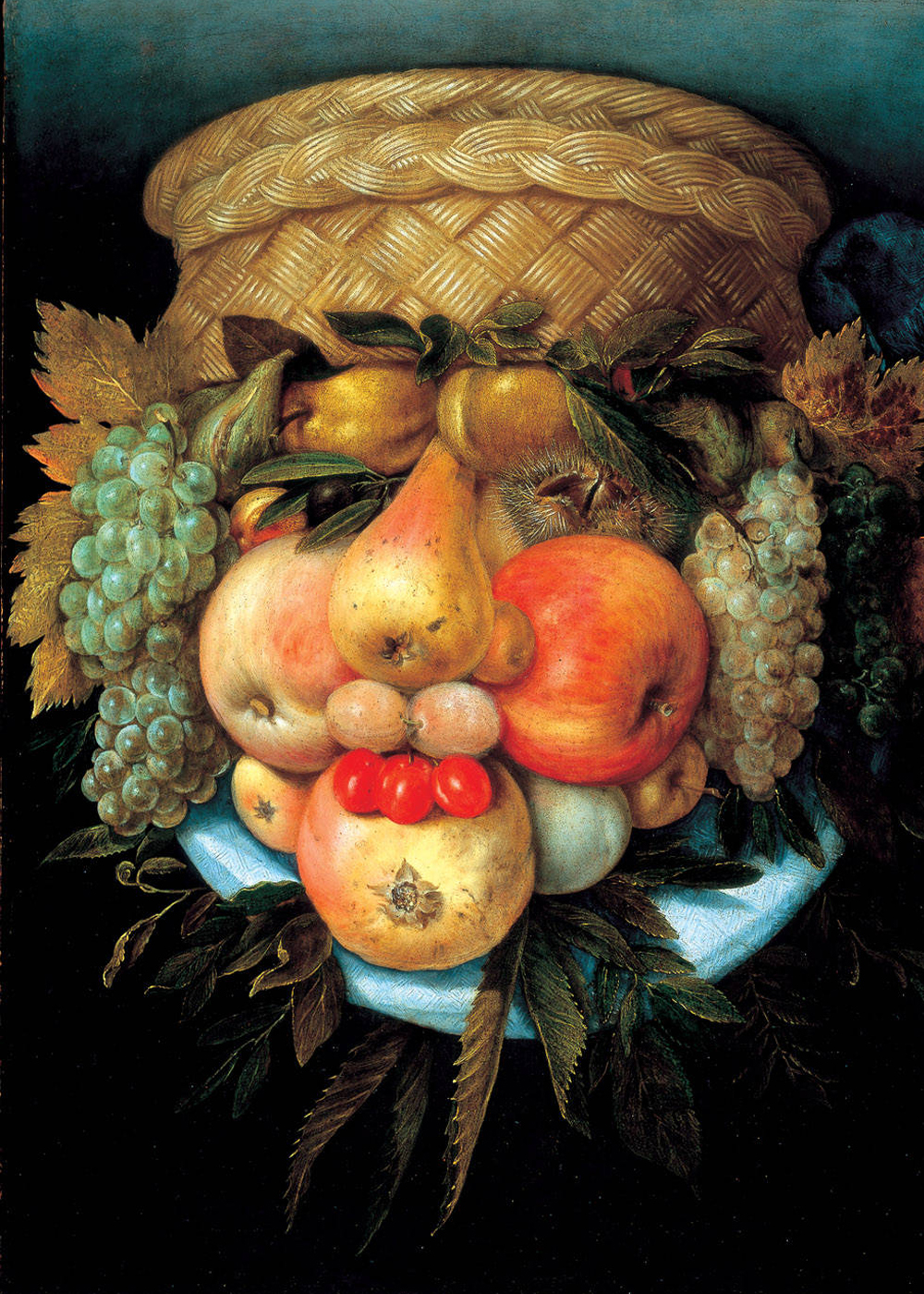
Testa reversibile con cesto di frutta, 1590, French & Company, New York

L'arte di Arcimboldo è dunque figlia del suo tempo, soprattutto quando essa muove giocosamente verso la ricerca del significato nascosto delle cose, sia essa rivolta alla omogenia della parte e del tutto, alle corrispondenze tra macrocosmo e microcosmo, oppure al senso enigmatico e nascosto delle cose (come nelle sue celebri Nature morte reversibili).
Ma il senso ludico della sua ricerca, quasi per effetto di quel sortilegio alchemico che troviamo spesso nella pittura surrealista, si trasforma – almeno allo sguardo dell'uomo d'oggi – in profonda inquietudine.
Osserva acutamente Roland Barthes che l'effetto che oggi suscitano in noi le tavole di Arcimboldo è la "repulsione": 
In fondo il senso più vero della pittura di Arcimboldo è quella inquietudine trasmessa dal gusto del "mostruoso" che ritroviamo nelle Wunderkammer o nei disegni (cari per esempio al contemporaneo Ulisse Aldrovandi) di esseri in cui le forme animali si confondono, segno della misteriosa inclinazione teratologica che talvolta la natura manifesta.

## Opere di Arcimboldo nei musei europei
- Gonfalone di Milano (1560), arazzo eseguito su disegno di Giuseppe Arcimboldi e Giuseppe Meda a ricamo e tempera con inserti preziosi, Museo d'arte antica (Milano)
- Primavera (1563), olio su tavola, Real Academia de Bellas Artes de San Fernando, Madrid
- Estate (1563), Inverno (1563), Il Fuoco, (1566), L'Acqua (1563-64), olio su tavola, Kunsthistorisches Museum, Vienna
- Primavera, Estate, Autunno e Inverno, (1573), olio su tavola, Museo del Louvre, Parigi
- Il bibliotecario, (1566), olio su tela, Castello di Skokloster, Håbo
- Il giurista, (1566), olio su tela, Nationalmuseum, Stoccolma
- Il cuoco (1570), olio su tavola, Nationalmuseum, Stoccolma
- L'ortolano, (1587-1590), olio su tavola, Museo civico Ala Ponzone, Cremona
- Autoritratto (c. 1575), disegno, Národní galerie, Praga
- Vertumno, (1590), olio su tavola, Castello di Skokloster, Håbo
- Carnet di Rodolfo II, 148 disegni, Gabinetto disegni e Stampe degli Uffizi, Firenze
- Autoritratto cartaceo (L'uomo di lettere), (1587), disegno, Gabinetto Disegni e Stampe di Palazzo Rosso, Genova

## Le quattro stagioni

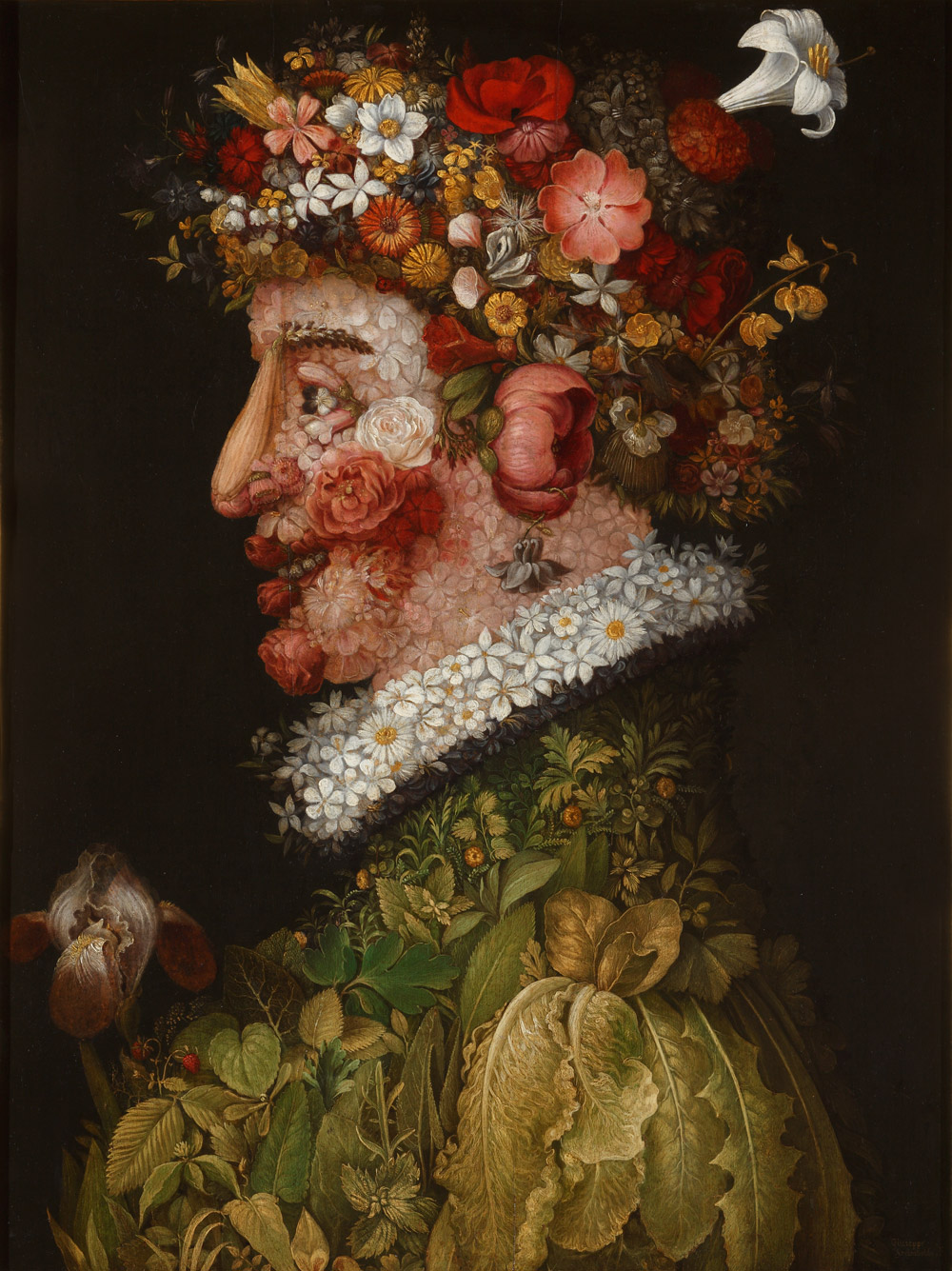
Primavera (1563), Real Academia de Bellas Artes de San Fernando di Madrid
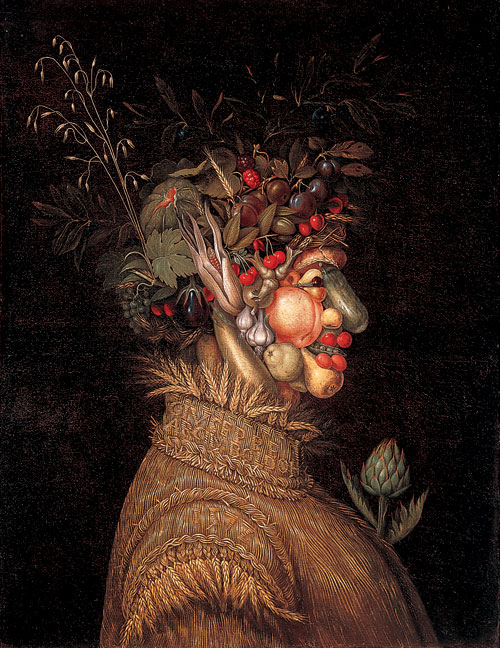
Estate (1572), Denver Art Museum
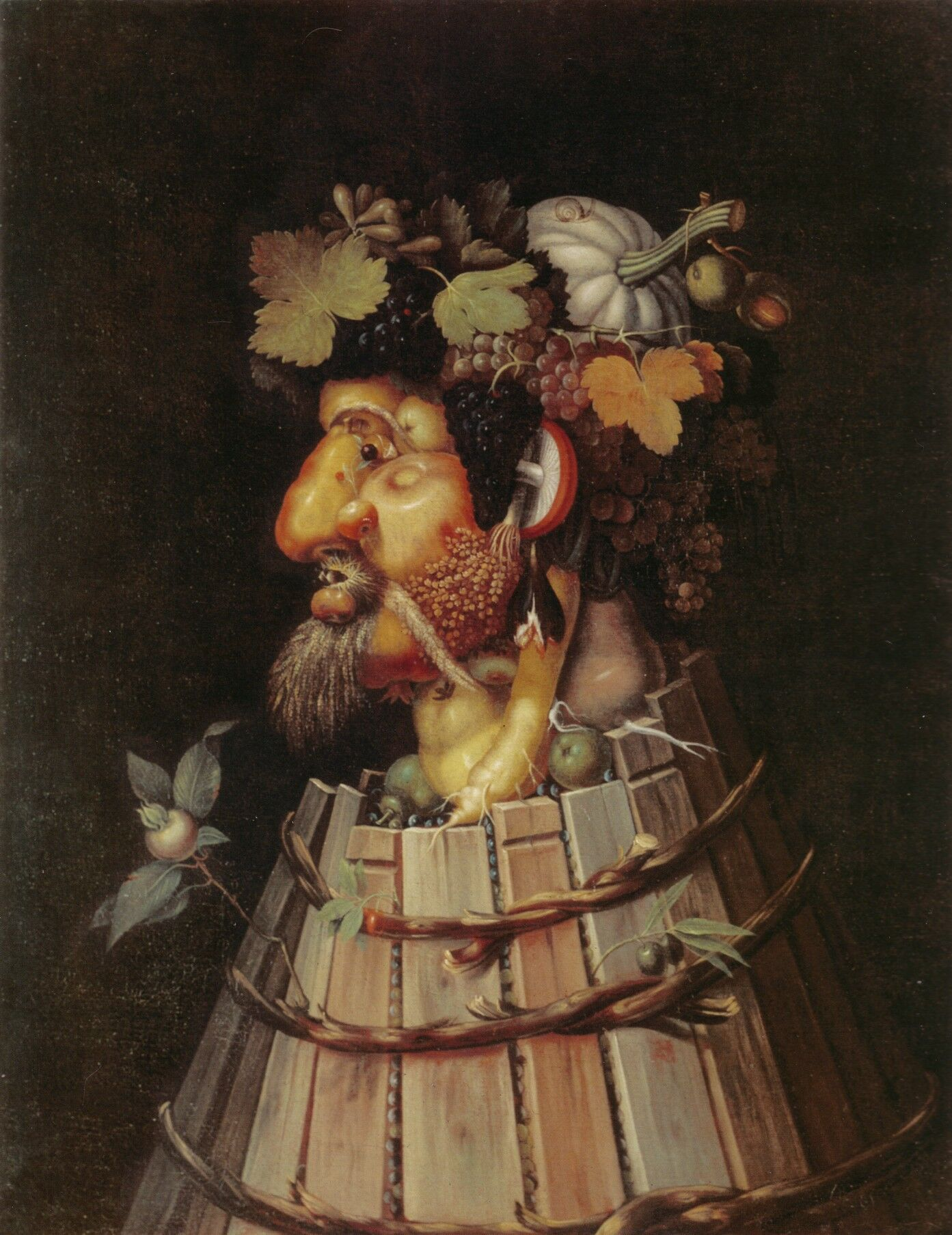
Autunno (1572), Denver Art Museum
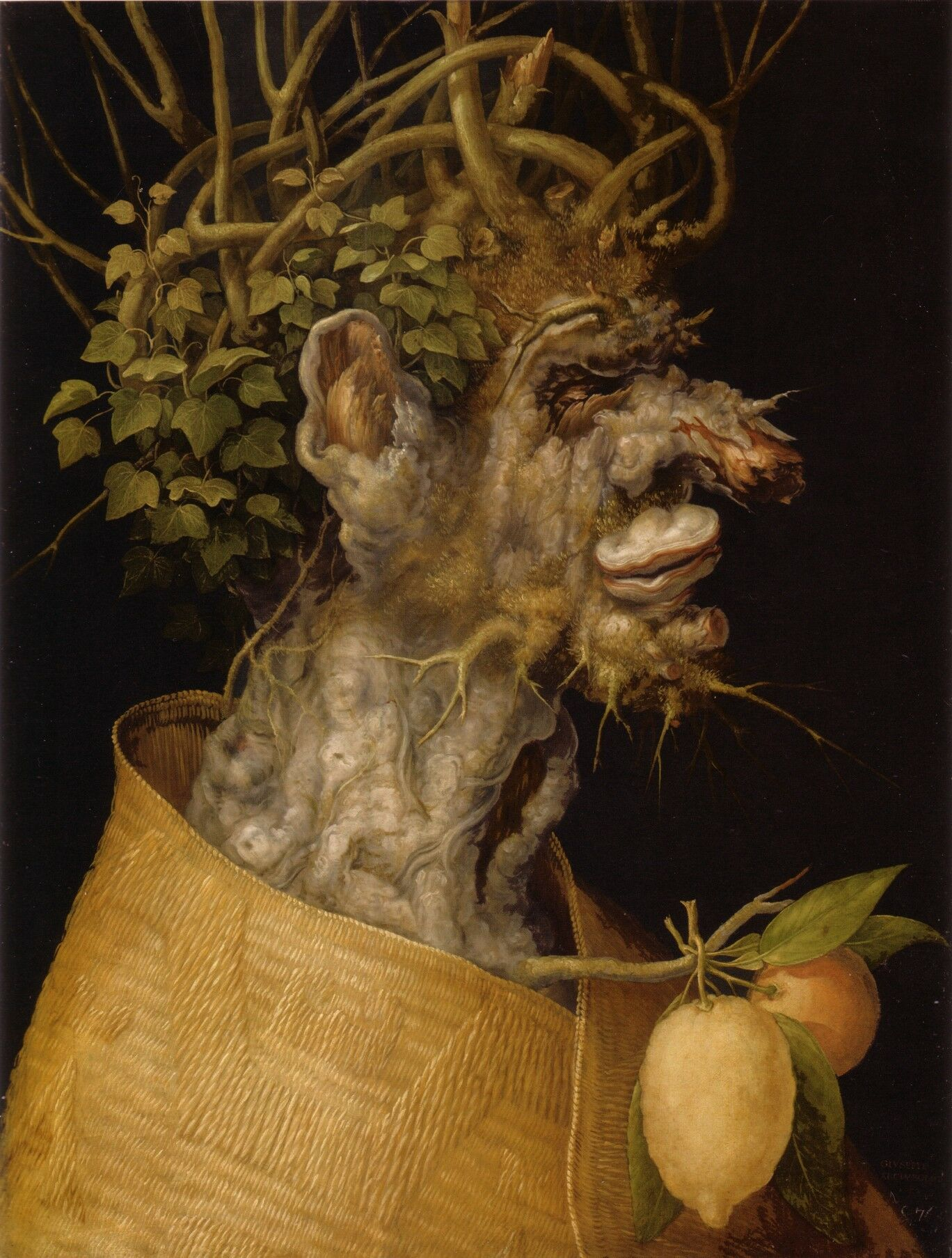
Inverno (1563), Kunsthistorisches Museum di Vienna